# Bolbocaffer sansibaricum
Bolbocaffer sansibaricum là một loài bọ cánh cứng trong họ Geotrupidae. Loài này được Kolbe miêu tả khoa học năm 1894.